# Ansha Shuiku
Ansha Shuiku (kinesiska: 安砂水库) är en reservoar i Kina. Den ligger i provinsen Fujian, i den sydöstra delen av landet, omkring 220 kilometer väster om provinshuvudstaden Fuzhou. I omgivningarna runt Ansha Shuiku växer i huvudsak blandskog.
Genomsnittlig årsnederbörd är 2 054 millimeter. Den regnigaste månaden är maj, med i genomsnitt 339 mm nederbörd, och den torraste är oktober, med 24 mm nederbörd.